# Adam Seweryniak
Adam Seweryniak (ur. 15 grudnia 1908 w Łodzi, zm. 24 lutego 1945 w KL Mauthausen-Gusen, Austria) – polski bokser.

## Kariera
Walczył w kategorii lekkiej i półśredniej, będąc reprezentantem Polski. Był zawodnikiem klubów Sokoła Łódź, ŁKS-u Łódź, Warszawianki i Skody Warszawa, walcząc w latach 1927–1939.
Uczestniczył w mistrzostwach Europy w Budapeszcie 1930 i ponownie w Budapeszcie 1934 roku, przegrywając swoje ćwierćfinałowe pojedynki.
Wystąpił 10 razy w reprezentacji Polski odnosząc 6 zwycięstw i ponosząc 4 porażki w latach 1930–1937. Trzy razy zdobył tytuł mistrza Polski w kategorii półśredniej w latach: 1931, 1932 i 1934 i dwukrotnie był wicemistrzem w tej samej wadze w 1933 i 1935 roku. Był też brązowym medalistą w kraju w 1928 w kategorii lekkiej i w 1936 w wadze półśredniej. Należał do czołowych polskich pięściarzy okresu międzywojennego.
Zginął w dramatycznych okolicznościach w hitlerowskim obozie koncentracyjnym na parę tygodni przed jego wyzwoleniem.